# Oerdinghausen
Oerdinghausen ist ein Ortsteil des Fleckens Bruchhausen-Vilsen im niedersächsischen Landkreis Diepholz.

## Geographie und Verkehrsanbindung
Der Ort liegt südwestlich des Kernortes Bruchhausen-Vilsen und südlich von Engeln an der Kreisstraße K 133. Die B 6 verläuft östlich des Ortes, durch den Ort fließt die Siede, ein Nebenfluss der Großen Aue.